# Games Convention

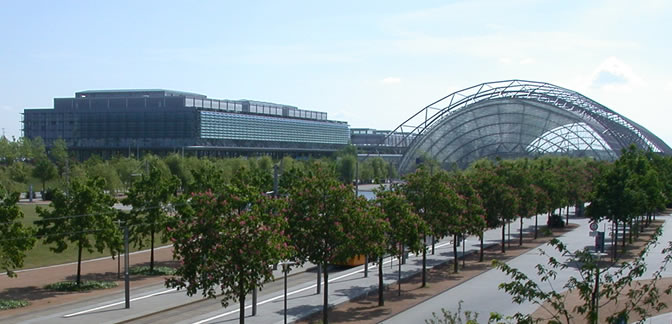
Hala v Lipsku

Games Convention (zkracováno na GC) je každoroční videoherní konference a veletrh. Koná se v německém Lipsku, první ročník proběhl v roce 2002. Se svými 183 000 návštěvníky, 2 600 novináři a 368 vystavovateli z 25 zemí v roce 2006 může GC soupeřit s Tokyo Game Show o největší herní událost na světě.
Pro lepší identifikaci návštěvníků je zaveden systém náramků, které označují věkovou skupinu: „12 let a starší“ (zelený), „16 let a starší“ (modrý) a „18 let a starší“ (červený). Tyto barvy korespondují s věkovým označením, které používá USK, německá verze PEGI nebo ESRB.

## Historie
První ročník se konal již v roce 2002. V roce 2005 navštívilo konferenci 134 000 lidí, v roce 2007 už to bylo 185 000 lidí. Obvykle výstava probíhá v srpnu a začíná o den dříve pro novináře, vystavovatele a profesionály.

## Statistika
| Rok  | Návštěvníci | Vystavovatelé | Profesionální návštěvníci | Novináři | Výstavní plocha |
| ---- | ----------- | ------------- | ------------------------- | -------- | --------------- |
| 2002 | 80 000      | 166           | 3 000                     | 750      | 30 000 m²       |
| 2003 | 92 000      | 207           | 3 500                     | 1 300    | 42 000 m²       |
| 2004 | 105 000     | 258           | 4 200                     | 1 700    | 55 000 m²       |
| 2005 | 134 000     | 280           | 6 200                     | 2 000    | 80 000 m²       |
| 2006 | 183 000     | 367           | 7 000                     | 2 400    | 90 000 m²       |
| 2007 | 185 000     | 503           | 12 300                    | 3 395    | 112 500 m²      |
| 2008 | 203 000     | 547           | 14 600                    | 3 800    | 115 000 m²      |